# Hugo Magnus (Mediziner)
Hugo Magnus (* 31. Mai 1842 in Neumarkt in Schlesien; † 15. April 1907 in Breslau) war ein deutscher Ophthalmologe und Medizinhistoriker in Breslau.

## Leben
Magnus verbrachte sein ganzes Leben in Breslau. Nach dem Medizinstudium und der Promotion 1867 wandte er sich der Ophthalmologie zu. 1869 wurde er Corpsschleifenträger der Lusatia Breslau. Er habilitierte sich 1873 und war zehn Jahre Privatdozent. Er wurde 1883 als a.o. Professor berufen und später zum Geh. Medizinalrat ernannt. Er befasste sich intensiv mit der Farbwahrnehmung und der Farbenblindheit und schrieb ein zweibändiges Lehrbuch über Augenverletzungen. Immer mehr widmete er sich der Geschichte der Medizin und pflegte er die Zusammenarbeit mit Karl Sudhoff, dem damals bedeutendsten Medizinhistoriker.

## Veröffentlichungen (Auswahl)
- Kulturgeschichtliche Bilder aus der Entwicklung des ärztlichen Standes. Kerns Verlag (Max Müller), Breslau 1890.
- Der Aberglaube in der Medizin. Breslau 1903.